# Bemböle
Bemböle (en suédois : Bemböle) est un village de la municipalité d'Espoo en Finlande.